# Águila
Águila es el nombre dado a las aves de presa, del orden de Accipitriformes, (o Falconiformes acorde a una clasificación anterior), familia Accipitridae, subfamilia Buteoninae. Pertenecen a varios géneros, los cuales están sujetos a una reclasificación más adecuada puesto que los expertos no llegan a una opinión consensuada. Las águilas se caracterizan principalmente por su gran tamaño, complexión robusta, cabeza y pico pesados. Las diversas especies y subespecies de águilas pueden encontrarse en casi cualquier parte del mundo excepto en la Antártida.
Como todas las aves de presa, las águilas poseen un pico grande, poderoso y puntiagudo para desprender la carne de su presa. Cuentan también con tarsos y garras poderosas. Llama también la atención la fuerza de las águilas, que les posibilita alzar en vuelo presas mucho más pesadas que ellas. Además poseen una vista extremadamente aguda que les permite visualizar potenciales presas a distancia; por ejemplo, el águila real posee dos puntos focales en sus ojos, uno para mirar de frente y otro para localizar la mirada hacia los costados escudriñando a distancia.
Las águilas han sido utilizadas por muchos pueblos como símbolo nacional y especialmente símbolo imperial, mostrando tanto poderío como belleza. Del Imperio romano es que, en general, otros estados han tomado la forma más usual del emblema con un águila; el Imperio bizantino aportó el símbolo del águila bicéfala.
El águila era sinónimo de poder para muchos pueblos antiguos como los Mochica del antiguo Perú, mayas y aztecas.
También es emblema de ciertos equipos deportivos, principalmente en béisbol o fútbol, caso de los equipos Águilas de Mexicali (México), Águilas del Zulia (Venezuela), Águilas Cibaeñas (República Dominicana), Águilas de Cristo (Venezuela), Club Deportivo Águila (El Salvador), Club América (México), el equipo argentino de Combate Histórico Medieval, Benfica (Portugal) o el Club Deportivo Motagua de Honduras.

## Descripción
Las águilas son aves de presa grandes y poderosas, con cabezas y picos pesados. Incluso las águilas más pequeñas, como el águila calzada (Hieraaetus pennatus), cuyo tamaño es comparable al de un ratonero común (Buteo buteo) o un halcón de cola roja (Buteo jamaicensis), tienen alas relativamente más largas y uniformemente anchas, y un vuelo más directo y rápido, a pesar del tamaño reducido de las plumas aerodinámicas. La mayoría de las águilas son más grandes que cualquier otro raptor aparte de algunos buitres. La especie más pequeña de águila es el águila serpiente de Nicobar del Sur (Spilornis klossi), con 450 gr y 40 cm. Las especies de mayor tamaño se describen a continuación. Como todas las aves de presa, las águilas tienen picos muy grandes y ganchudos para arrancar la carne de sus presas, patas fuertes y musculosas y garras poderosas.
El pico suele ser más pesado que el de la mayoría de las aves rapaces. Los ojos de las águilas son extremadamente potentes. Se estima que el águila de cola en cuña tiene una agudeza visual dos veces superior a la de un humano típico. Esta agudeza permite a las águilas detectar presas potenciales a gran distancia. Esta agudeza visual se atribuye principalmente a sus pupilas extremadamente grandes, que garantizan una difracción (dispersión) mínima de la luz entrante. Como la mayoría de las rapaces diurnas, las águilas tienen poca capacidad para ver la luz ultravioleta. La hembra de todas las especies conocidas de águilas es más grande que el macho.
Las águilas suelen construir sus nidos, en árboles altos o en acantilados elevados. Muchas especies ponen dos huevos, pero el polluelo mayor y más grande suele matar a su hermano pequeño una vez que ha salido del cascarón. Los padres no hacen nada para impedir la matanza.Se dice que las águilas vuelan por encima de las nubes, pero no es cierto. Las águilas vuelan durante las tormentas y planean por la presión del viento. Esto ahorra energía al ave. Debido a su tamaño y potencia, muchas especies de águilas se sitúan en la cima de la cadena alimentaria como depredadores ápice del mundo aviar. El tipo de presa varía según el género. Las águilas Haliaeetus e Icthyophaga prefieren capturar peces, aunque las especies del primero a menudo capturan diversos animales, especialmente otras aves acuáticas, y son potentes kleptoparásitos de otras aves. Las águilas culebreras y serpenteras de los géneros Circaetus, Terathopius, y Spilornis se alimentan principalmente de la gran diversidad de serpientes que se encuentran en los trópicos de África y Asia. Las águilas del género Aquila suelen ser las principales rapaces en hábitats abiertos, capturando casi cualquier vertebrado de tamaño medio que puedan cazar. Donde no hay águilas Aquila, otras águilas, como los buteoninos águila ratonera de pecho negro de Sudamérica, pueden asumir la posición de depredador raptor superior en zonas abiertas. Muchas otras águilas, entre las que se incluye el género Spizaetus, rico en especies, viven predominantemente en bosques y selvas. Estas águilas suelen cazar diversos mamíferos y aves arborícolas o que viven en el suelo, a los que suelen tender emboscadas desprevenidas en entornos tan densos y nudosos. Las técnicas de caza difieren entre las especies y los géneros, y algunas águilas individuales han empleado técnicas muy variadas en función de su entorno y de la presa en un momento dado. La mayoría de las águilas agarran la presa sin aterrizar y levantan el vuelo con ella, de modo que la presa puede ser llevada a una percha y desgarrada.
El águila calva es conocida por haber volado con la carga más pesada que se ha comprobado que lleva cualquier ave voladora, ya que un águila voló con un cervatillo de ciervo bura de 6,8 kg (15,0 lb). Algunas águilas pueden cazar presas mucho más pesadas que ellas; estas presas son demasiado pesadas para volar con ellas, por lo que se las comen en el lugar de la muerte o las llevan en trozos a una percha o nido. El águila real y el águila coronada han matado ungulados que pesaban hasta 30 kg (66 lb) y un águila marcial llegó a matar un duiker de 37 kg, 7-8 veces más pesado que el águila presa.  Los autores especializados en aves David Allen Sibley, Pete Dunne y Clay Sutton describieron así la diferencia de comportamiento entre las águilas cazadoras y otras rapaces (en este caso las águilas calva y real en comparación con otras rapaces norteamericanas):

Tienen al menos una característica singular. Se ha observado que la mayoría de las rapaces miran hacia atrás por encima de sus hombros antes de atacar a la presa (o poco después); al fin y al cabo, la depredación es un arma de doble filo. Todos los halcones parecen tener este hábito, desde el cernícalo más pequeño hasta el ferruginoso más grande, pero no las águilas.

Entre las águilas se encuentran algunas de las mayores aves rapaces: sólo el cóndor y algunos de los buitres del Viejo Mundos son notablemente mayores. Se discute regularmente cuál debe considerarse la mayor especie de águila. Pueden medirse en longitud total, masa corporal o envergadura. Las diferentes necesidades de estilo de vida de las distintas águilas hacen que las medidas varíen de una especie a otra. Por ejemplo, muchas águilas que viven en los bosques, incluyendo la muy grande águila arpía, tienen una envergadura relativamente corta, una característica necesaria para poder maniobrar en ráfagas rápidas y cortas a través de hábitats densamente boscosos. Las águilas del género Aquila, que se encuentran casi exclusivamente en campo abierto, destacan por su capacidad para volar, y tienen alas relativamente largas para su tamaño.
Estas listas de las cinco águilas más grandes se basan en el peso, la longitud y la envergadura, respectivamente. A menos que se indique lo contrario por referencia, las cifras indicadas son la mediana reportada para cada medida en la guía Raptors of the World, en la que sólo se listaron las medidas que pudieron ser verificadas personalmente por los autores.
| Rango | Nombre común             | Nombre científico     | Masa corporal                  |
| ----- | ------------------------ | --------------------- | ------------------------------ |
| 1.    | Águila filipina.         | Pithecophaga jefferyi | 8,3 kg (18,3 lb) (Peso medio)  |
| 2     | Águila marina de Steller | Haliaeetus pelagicus  | 7,4 kg (16,3 lb) (Peso medio)  |
| 3     | Águila arpía             | Harpia harpyja        | 6,35 kg (14,0 lb) (Peso medio) |
| 4     | Águila de cola blanca    | Haliaeetus albicilla  | 4,8 kg (10,6 lb) (Peso medio)  |
| 5     | Águila marcial           | Polemaetus bellicosus | 4,6 kg (10,1 lb) (Peso medio)  |

| Rango | Nombre común             | Nombre científico       | Longitud total      |
| ----- | ------------------------ | ----------------------- | ------------------- |
| 1     | águila filipina          | Pithecophaga jefferyi   | 100 cm (3' 32/5")   |
| 2     | Águila arpía             | Harpia harpyja          | 98,5 cm (3' 24/5")  |
| 3     | Águila de cola cuña      | Aquila audax            | 95,5 cm (3' 13/5")  |
| 4     | Águila marina de Steller | Haliaeetus pelagicus    | 95 cm (3' 12/5")    |
| 5     | Águila coronada          | Stephanoaetus coronatus | 87,5 cm (2' 102/5") |

| Rango | Nombre común             | Nombre científico     | Envergadura mediana  |
| ----- | ------------------------ | --------------------- | -------------------- |
| 1     | águila de cola blanca    | Haliaeetus albicilla  | 218,5 cm (7' 2")     |
| 2     | águila marina de Steller | Haliaeetus pelagicus  | 212,5 cm (6' 11,70") |
| 3     | Águila de cola cuña      | Aquila audax          | 210 cm (6' 10,70")   |
| 4     | Águila real              | Aquila chrysaetos     | 207 cm (6' 91/2")    |
| 5     | Águila marcial           | Polemaetus bellicosus | 206,5 cm (6' 9,30")  |

## El águila como símbolo
Véase también Simbología del águila

Águila bicéfala como emblema del emperador Carlos I de España

El águila ha constituido el símbolo de la majestad, el poder y la victoria a lo largo de la historia. 
En el lenguaje hieroglífico designaba las ciudades de Heliópolis, Emeso, Antioquía y Tiro. Los persas y los epirenses la tomaron los primeros por insignia militar, y posteriormente fue el emblema de la república romana y de los emperadores de Oriente y de Occidente. El águila era una figura que se ponía como atributo en los capiteles de los templos de Júpiter.

### Heráldica
El águila es una figura heráldica empleada desde las Cruzadas. Resultante del águila romana, restituida por Carlomagno, deviene el símbolo del imperio y gana una segunda cabeza al momento de la fusión entre el Imperio de Oriente y el Imperio de Occidente.
La concurrencia con el león es bastante significativa, y se puede usar para marcar supremacía: ella puede reinar las mismas zonas que el león, mientras que el último no tiene ningún poder en los aires, que se vuelve automáticamente un mundo superior.
El águila bicéfala es un símbolo presente en la iconografía y heráldica de varias culturas indo-europeas y mesoamericanas. En Europa, procede del águila bicéfala hitita, llegando a la Edad Media occidental a través de Bizancio.
El águila de San Juan, como símbolo del evangelista, se convierte en heráldica en una parte importante de algunos blasones, sobre todo el que incorporó Isabel la Católica como soporte al escudo de los Reyes Católicos. No debe confundirse con el águila imperial que aparece en otros muchos como los de los Austrias españoles o los zares de Rusia que derivan del escudo de los emperadores bizantinos.

### Símbolo romano

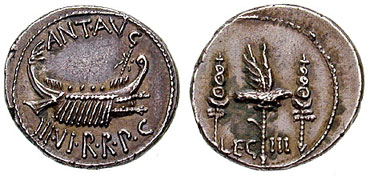
Denario de Marco Antonio con el símbolo del águila

El águila también figuraba como símbolo patrio de las legiones romanas. En el segundo consulado de Cayo Mario (104 a. C.) los símbolos de animales cuadrúpedos se dejaron de lado como estandartes, conservándose sólo el águila (Aquila). Estaba hecha de plata o bronce, con alas extendidas, pero probablemente era de tamaño pequeño, puesto que el portador del estandarte (signifer) bajo Julio César se dice que en circunstancias de peligro arrancaba el águila de su poste y la ocultaba entre los pliegues de su faja.
Con los emperadores posteriores el águila se llevaba, como ha ocurrido durante muchos siglos, con la legión, llamándose por ello a veces la legión simplemente aquila.

### Insignia militar

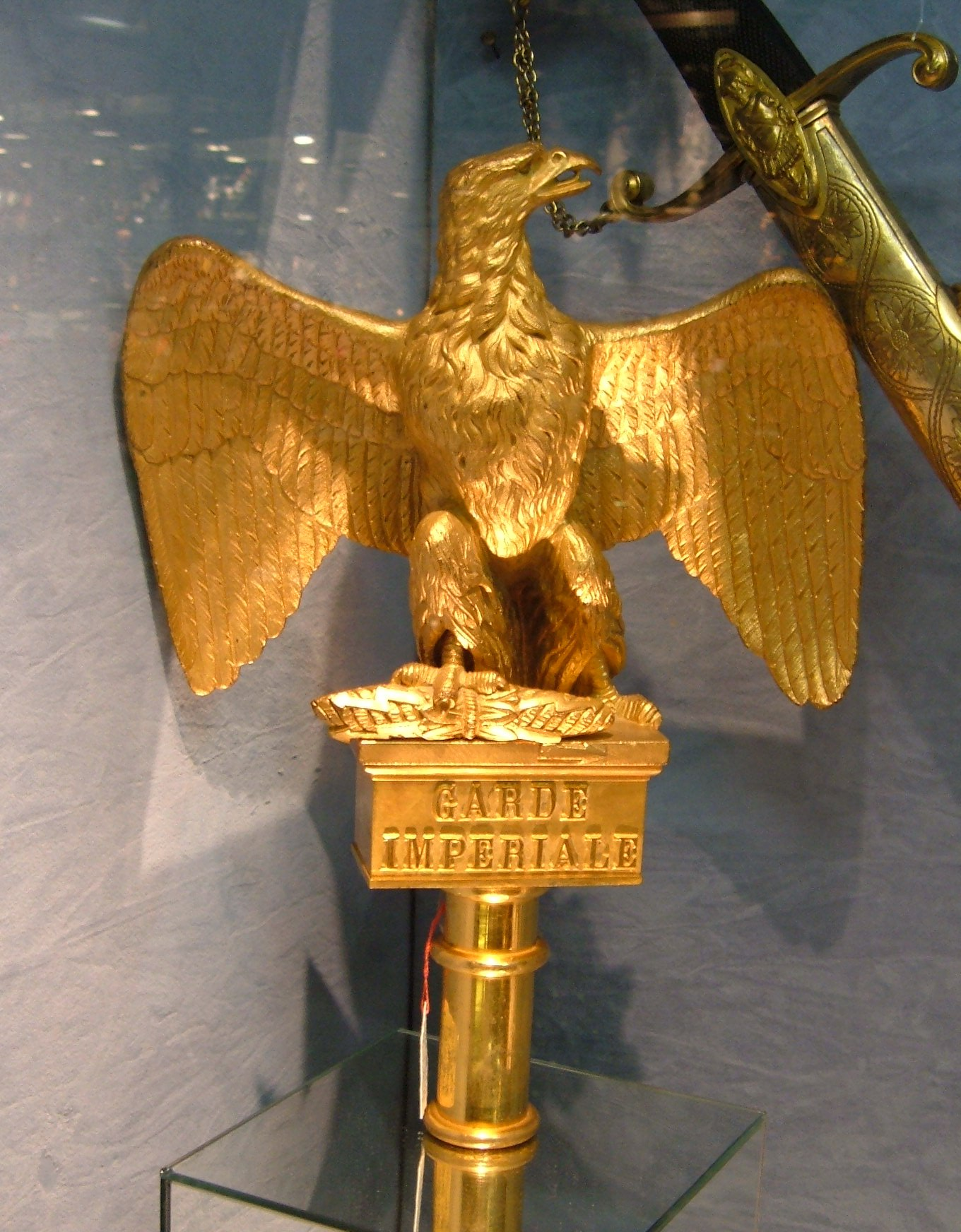
Águila de la guardia imperial francesa

La imagen del águila también ha funcionado como insignia militar equivalente al pendón, bandera o estandarte, que consiste en un asta de lanza en cuyo extremo superior en vez de hierro o moharra, hay un águila. Tántalo, rey de Lidia, fue el primero que usó de las águilas como insignia guerrera. Los romanos la tomaron de los persas y de los epirotas y la colocaban a la cabeza de cada legión durante las marchas, pasando al centro luego que comenzaba una batalla. 
Carlomagno adoptó el águila como guion de sus tropas. Napoleón I la dio a los regimientos de su guardia y la paseó triunfante por todas las naciones de Europa, hasta que la guerra de España y los desastres de Rusia la hicieron perder el prestigio de invencible. Durante la restauración de los Borbones quedaron abolidas las águilas en Francia, pero el advenimiento al trono de Napoleón III resucitó esta enseña que se llenó de gloria en Crimea y en Italia.

### Alquimia
En alquimia, el águila tiene el siguiente significado: 
- Águila blanca: mercurio dulce.
- Águila negra: espíritu de cadmia venenosa o cobalto que se supone ser materia del mercurio filosófico
- Águila celeste: especie de panacea o remedio contra todos los males. Es una preparación de mercurio reducido a esencia.
- Águila de Venus: azafrán compuesto de cardenillo por medio de un fuego de reverbero al cual se añade sal amoníaco algunas veces sublimado.
- Águila volante: mercurio sublimado.
- Águila dilatada: sal amoniaco sublimado.
- Águila devorando al león: volatilización del fijo por lo volátil o del azufre por el mercurio de los sabios.[21]

### Numismática
El águila es una representación habitual de las monedas y es signo de la divinidad o del imperio.

## Véase también

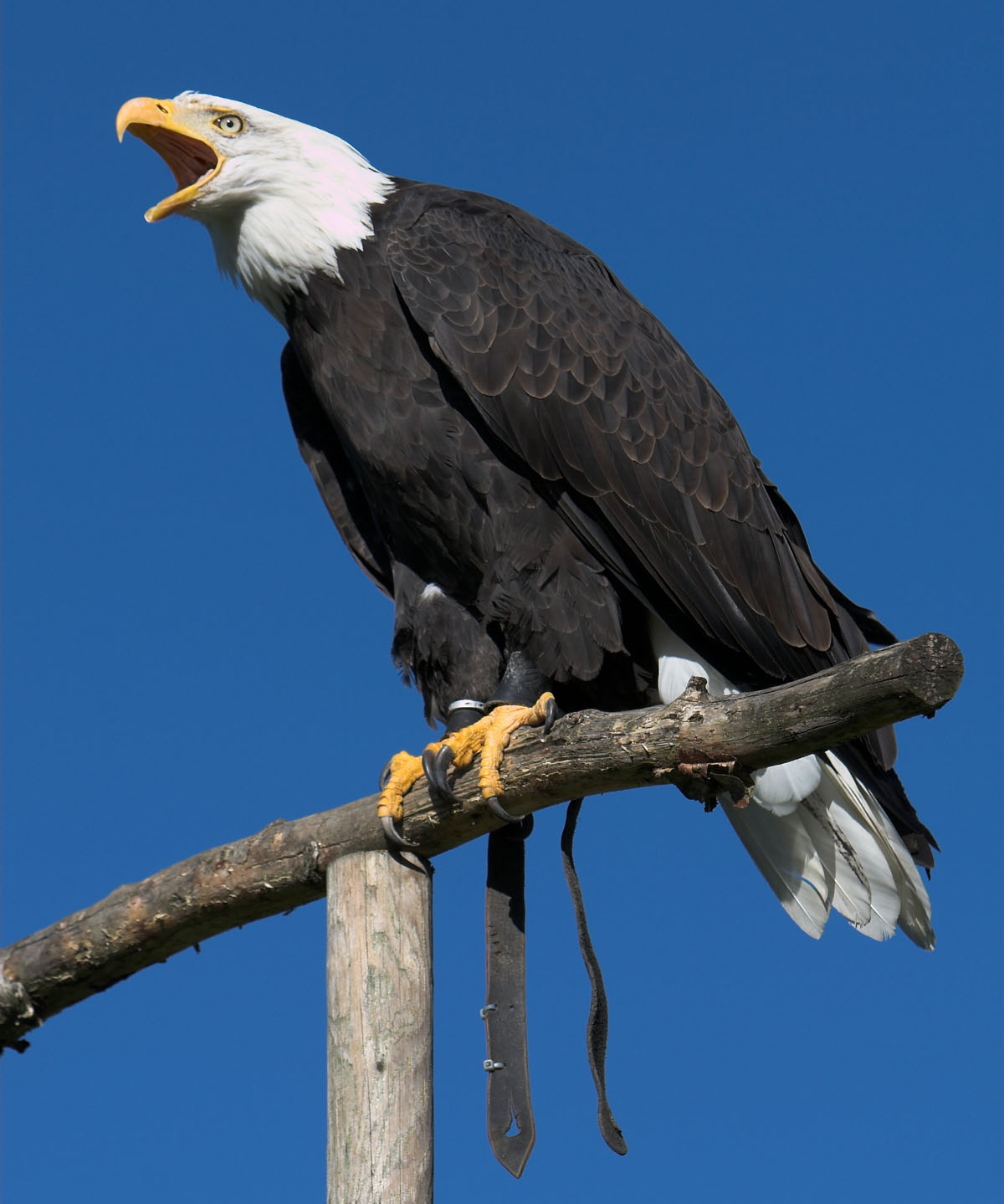
Águila calva, símbolo nacional de Estados Unidos

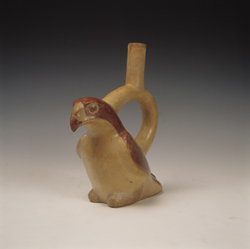
Águila mochica, Museo Larco, Lima (Perú)

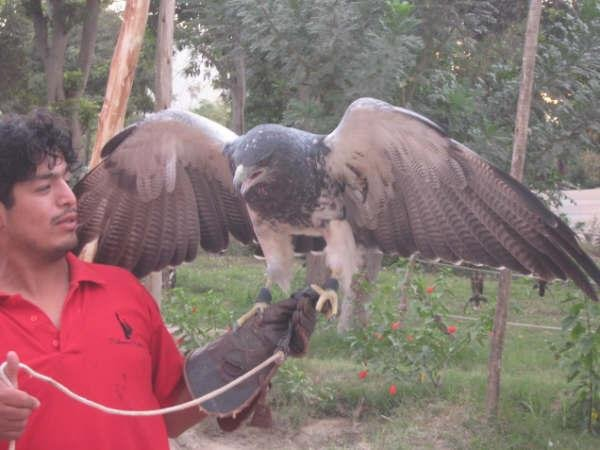
Águila (Geranoaetus melanoleucus) domesticada